# Basilio Brollo
Basilio Brollo eller Basilius av Gemona, född 1648, död 1704, var en italiensk franciskan.
Brollo blev känd som en av de tidiga kristna missionärerna i Kina. Han var även författare till det första kinesisk-latinska lexikonet. Hans lexikon utgavs 1813 av Chrétien-Louis-Joseph de Guignes under dennes namn.